# Francisco Romero (músico)
Francisco Pancho Romero (Rosario, 9 de julio de 1937-Los Ángeles, California; 31 de mayo de 2018), fue un cantante de música folklórica de Argentina, con registro de tenor.

## Biografía
Es uno de los miembros originales del grupo Los Trovadores del Norte. Luego de varios cambios el grupo se organizó como quinteto vocal, con una formación que desde 1960 integró junto a Bernardo Rubin, Carlos José Pino, Sergio José Ferrer y Eduardo Gómez, y con el que se consagró en el Festival de Cosquín en 1963, interpretando el rasguido doble «Puente Pexoa».
En 1964 el grupo se separó, quedando Rubin con la propiedad del nombre Los Trovadores del Norte, mientras que el resto de los miembros continuaron bajo el nombre de Los Trovadores. Romero se mantuvo en el grupo hasta 1980, radicándose luego en Los Ángeles, Estados Unidos.
Sus dúos con Carlos José Pino, el otro tenor del grupo, han sido considerados como uno de los más destacados de la música popular de Argentina, y marcaron el estilo característico de Los Trovadores durante dos décadas.

## Obra

### Álbumes
1. Los Trovadores del Norte, como Los Trovadores del Norte, Stentor, 1961
2. Puente Pexoa, como Los Trovadores del Norte, CBS, 1964
3. Los Trovadores del Norte, como Los Trovadores del Norte, CBS, 1965
4. Los Auténticos Trovadores, como Los Auténticos Trovadores, CBS, 1966
5. Incomparables!!!, como Los Trovadores, CBS, 1967
6. Los oficios del Pedro Changa con Armando Tejada Gómez, CBS, 1967.
7. Los Trovadores, CBS, 1968
8. Música en folklore, CBS, 1969
9. Cuando tenga la tierra, CBS, 1972
10. Las voces de los pájaros de Hiroshima, CBS, 1975
11. Los pueblos de gesto antiguo, CBS, 1978
12. Pancho Romero - Cantar para vivir, 1991  (Como solista)